# ギオルギ2世 (ジョージア王)
ギオルギ2世（グルジア語: გიორგი II、グルジア語ラテン翻字: Giorgi II、1030年代後半 – 1112年）は、ジョージア王国の王（在位: 1072年 – 1089年）。父はバグラト4世。

## ギオルギ2世の家族
ギオルギ2世の家族の多くは、ジョージア国内や世界の歴史にも大きな足跡を残している。父バグラト4世は半世紀近くにわたりジョージア王国を統治した。母ボレナはアラニア王国の王女であった。祖母マリアムはヴァスプラカン王国の王セネケリム・アルツルニの娘であった。父方の叔母であるグランドゥフティも、ギオルギを政治家として成長させるために大きな貢献をした。ギオルギの妹マルタはビザンツ帝国の皇后となった。ギオルギの妻エレネについては情報がほとんどないが、12世紀初頭にはすでに没していたとみられている。ギオルギの唯一の男子であるダヴィトが、後にジョージア王を継いだ。ギオルギには孫もおり、タマル、デメトレ1世、カタの時代まで存命だった。

## ギオルギ2世の少年期

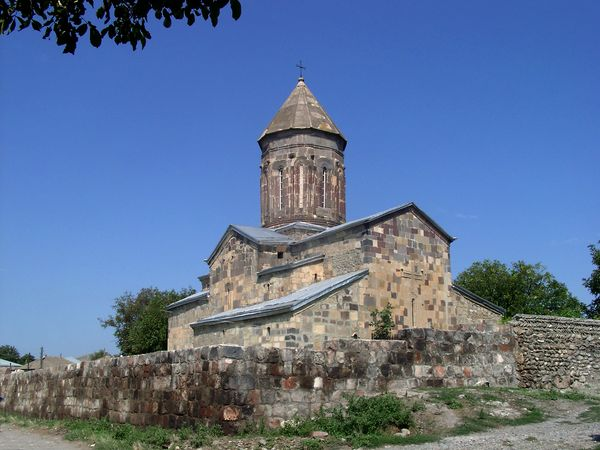
ギオルギが即位したルイシ大聖堂。

ギオルギは幼い頃から政治の渦中で育てられた。1051年初頭、大セルジューク朝に捕らわれていたクルデカリ公リパリト4世が解放された。リパリト4世は当時ビザンツ帝国と友好関係を結んでおり、ジョージア王バグラト4世の王権に服従しなかった。このためジョージア王国南部ではクルデカリ公が権力を掌握している状態となっていた。『カルトリ年代記』の著者によると、リパリト4世に「バグラトはもはや抵抗できなかった」と述べている。こうした情勢を受け、バグラト4世は自らビザンツ皇帝のもとに赴き、ジョージアとビザンツの関係における主要な問題を解決しようと決意した。その間、バグラト4世は息子ギオルギに王権を託した。バグラト4世はビザンツ帝国で3年間、「名誉ある捕虜」として滞在することになった。その後、この状況はビザンツ皇帝コンスタンティノス9世モノマコスの仲介により、バグラトとリパリトの間で和平が成立することで終わった。ビザンツの歴史家ゲオルギオス・ケドレノスによると、「バグラトがイベリアとアブハジアの全域の主であり統治者となる。リパリトはその一部、すなわちメスヘティを死ぬまで統治し、バグラトを主であり王として認める」という条件で和平を結んだ。またこの合意では、ギオルギはリパリト4世の庇護の下で養育されることも規定されていた。
『カルトリ年代記』によると、バグラト4世がビザンツ帝国に滞在していた時期に、リパリト4世はギオルギをジョージア王として認めさせようとした。リパリト4世はこの提案をビザンツ宮廷に持ち掛け、成功裏に同意を取り付けたと記述されている。ギオルギはジョージア東部に移され、ルイシ大聖堂でジョージア王として成聖された。この際、「養育者としてリパリトが、庇護者としてバグラトの妹グランドゥフティが連れてこられた」と記述されている。この塗油の儀は、バグラト4世がジョージアに帰国する直前に行われた。そのため、史料の記述を信じるならば、リパリト4世はバグラト4世とギオルギの両方をジョージア王として認めていたことになる。現代のジョージア史学では、この事実を共同統治制度の導入と見なしている。
1055年、バグラト4世がビザンツ帝国から帰国した。間もなく王室はリパリトとその家族を捕らえることに成功し、バグラト4世はジョージア東部と南部の支配権を回復した。リパリトが捕らえられた際、ギオルギとその庇護者グランドゥフティはジャヴァヘティに滞在していた。リパリト4世の支持派による反発が懸念されたため、ギオルギとグランドゥフティは安全のためアハルカラキに避難させられた。バグラト4世はジョージア南部へ進軍し、自らリパリト4世の支持派との戦いを指揮した。その結果、クルデカリ公の支配地域はすべて王国が掌握した。
ギオルギは父の死まで、数々の任務をこなした。史料によれば、ギオルギは主に父バグラト4世の傍らにいた。ギオルギは王に同行することが多かった。ヘクレブルニでセルジューク朝の襲撃を受けた際は、バグラト4世とともに奇跡的に捕縛を免れた。またギオルギはギャンジャのアミール・ファドル・イブン・シャヴルに対する戦いを指揮した。ジョージア王国はアラニア王国と連合軍を組織し、「ギャンジャを荒廃させ、数え切れないほどの捕虜と略奪品を得た」。勝利したギオルギは、莫大な戦利品とともにジョージアに帰国した。
1072年、死の床にあるバグラト4世は、息子のギオルギを貴族たちに託し、ギオルギへの忠誠を誓わせた。同年11月24日、バグラト4世は崩御し、ギオルギが王位を継承した。

## 治世初期の封建貴族の反乱

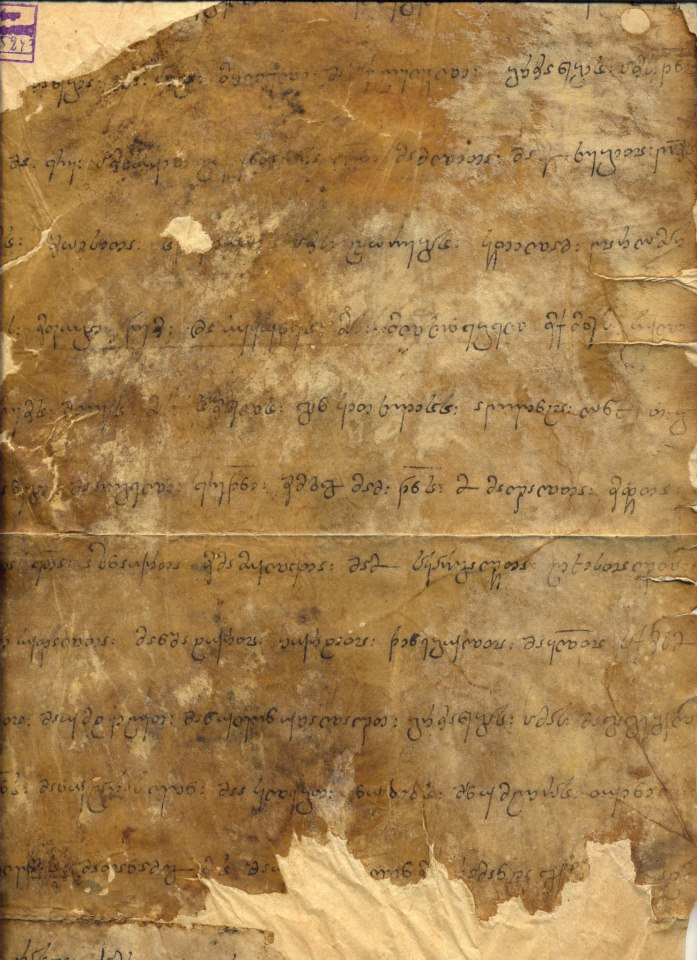
1072年、ギオルギ2世によるシオ・ムグヴィメリ修道院への勅許状。

1072年、ギオルギ2世は、改めて王として成聖されることはなかった。ギオルギはすでにルイシ大聖堂で一度戴冠しており、聖規則により重ねての成聖（おそらく聖油の塗油）は禁じられていた。
ギオルギ2世は厳しい国内外の情勢下での統治を強いられた。1073年夏、ジョージア王国の大貴族であるラチャ公ニアニア、クルデカリ公イヴァネ1世、スヴァン公ヴァルダンがギオルギ2世に対して反旗を翻した。ラチャ公ニアニアは王都クタイシを占領して「クタイシの財宝を持ち去り」、クルデカリ公イヴァネ1世はカヘティ人の援軍を得てクサニを占領した。スヴァン公ヴァルダンはスヴァン人を煽動して蜂起させサエグロを略奪した。ギオルギ2世は反乱を鎮圧した後、反抗した貴族たちを「寛大に扱った」。クルデカリ公イヴァネ1世にはサムシヴィルデを与え、その息子リパリト5世にはルスタヴィの代わりにロツォバニを与えた（ルスタヴィはカヘティ王国に譲渡された）。ラチャ公ニアニアには「トモグヴィと、その他の貴重な財物」を、スヴァン公ヴァルダンにはアスカラナなどを与えた。『カルトリ年代記』は「ギオルギ王は、その善良さ、知恵、そして恨みを抱かない態度によって勝利を収めた」と記している。
1074年、クルデカリ公イヴァネ1世はギオルギ2世に対して再び反乱を起こした。ギオルギ2世はメスヘティの軍とカヘティ王アグサルタン1世の支援を受け、イヴァネ1世を討ち破った。ギオルギ2世はイヴァネ1世からロツォバニを剥奪し、王室領とした。間もなくギオルギ2世とイヴァネ1世は和解し、イヴァネ1世はギオルギ2世への忠誠を誓うことを条件として、クルデカリとサムシヴィルデの領主として認められた。にもかかわらず、またしてもイヴァネ1世はギオルギ2世の信頼を裏切った。イヴァネ1世はギオルギ2世が所有していたガギ要塞を騙し取り、ギャンジャのアミール・ファドル・イブン・シャヴルに売却した。

## セルジューク朝の侵攻とパルツヒシの戦い
1073年または1074年、大セルジューク朝のスルタン・マリク・シャー1世がジョージアに侵攻した。マリク・シャー1世がジョージアの歴史的な国境の近くを進軍していた時、クルデカリ公イヴァネ1世は息子リパリト5世をマリク・シャー1世に差し出し、「スルタンの歓心を得て、彼とともに少しの間滞在し、そしてこっそり逃げ出した。そしてスルタンが到着し、サムシヴィルデを包囲した」。マリク・シャー1世はサムシヴィルデを占領し、イヴァネ1世とその家族、そしてイヴァネ1世に同行していた貴族たちを捕らえた。マリク・シャー1世の軍はサムシヴィルデに駐留し、カルトリを略奪し、多くの捕虜と戦利品を持ち帰った。ジョージアを去ったマリク・シャー1世は続いてギャンジャを占領し、アランの統治を軍司令官の一人であるサヴテギンに一任した。その後、セルジューク軍はジョージアに対するさらなる軍事行動を決定した。この決定は下カルトリの重要拠点である要塞都市サムシヴィルデを掌握していたことが大きな要因となっている。サヴテギンはギャンジャ、ドヴィン、ドマニシのアミールたちの支援を得て、ギオルギ2世との交戦に臨んだ。ギオルギ2世はカヘティ王アグサルタン1世と連合軍を組織し、パルツヒシ村近郊でサヴテギンの軍を迎え撃った。戦闘は長時間にわたり、日没になってようやく終結した。この戦いで、サヴテギンの軍は壊滅的な敗北を喫した。この勝利の後、『カルトリ年代記』によると、ギオルギ2世はアナコピア、そして「クラルジェティ、シャヴシェティ、ジャヴァヘティ、アルタニの多数の要塞」を占領した。また要塞都市カリ（「ツィヘ・クヴェカナ」）、そして「ヴァナンドとカルニポリの要塞」も奪取し、セルジューク軍を追い払った。

## ビザンツ帝国のジョージア撤退とヴァナンド王国の譲渡

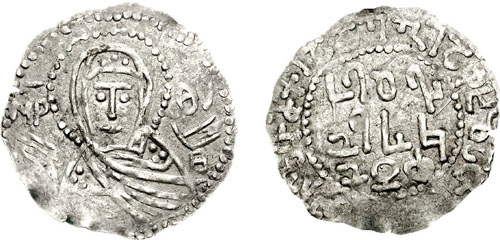
ギオルギ2世の肖像を刻んだ中世ジョージアの銀貨。

パルツヒシの戦い後、ギオルギ2世はビザンツ軍の支配下にあったクラルジェティ、シャヴシェティ、ジャヴァヘティ、アルタニの要塞と、要塞都市アナコピアをジョージア王国に編入した。『カルトリ年代記』には、ギオルギ2世は要塞を「ギリシャ人から奪い取った」と記されている。『カルトリ年代記』の『王の中の王ダヴィトの生涯』は、この『カルトリ年代記』の情報に、さらに詳細を加えて、次のように述べている。「ギオルギ王は自身の領地タオへ赴き、バナに到着した。そこに、東方の将軍であるグリゴリオス・パクリアノスが彼らの前に現れた。グリゴリオスはオルティスィとカルヌ＝カラキ、そしてカリを領有しており、彼らは大いに喜び、安堵した。そしてグリゴリオスはギオルギ王に要塞都市カリとその周辺の領地を与え、彼らは別れた。その後、ギオルギ王はシャヴシェティの貴族をカリに残し、帰途についた」。
ギオルギ2世とグリゴリオス・パクリアノスがタオで会談したのは、1076年であると考えられている。この会談においてジョージア王国には「公式には」ヴァナンド王国全体が与えられたが、実際にはカルニポリとヴァナンドの要塞のみが引き渡された。
ジョージアの王たちが数十年にもわたり奪還しようとしていた領土を、ギオルギ2世は一瞬にして併合した。このとき、ジョージアとビザンツ帝国の間で戦闘は起こらなかったと考えられる。なぜビザンツ帝国がこれらの領土を譲り渡したのかについては、ジョージアの歴史学においてさまざまな説がある。最も有力な説は、セルジューク朝による継続的な侵攻と圧迫により、これらの要塞を守る経済的・人的な余裕を失っていたというものだ。そのため、段階的にこれらの要塞から撤退し、ジョージア王国に引き渡す選択をしたと考えられている。この措置は、共通の敵であるセルジューク朝に対する相互協力の一環でもあった。
間もなく、こうした領土の変化に動揺したセルジューク軍は、征服した領土を放棄し、「その地のトルコ人は追放された」。その後、ジョージア王国はヴァナンド王国全体に影響力を広げたが、この成功は長くは続かなかった。

## セルジュークの新たな侵略と「大トルコ主義」
マラズギルトの戦い（1071年）の後、ビザンツ帝国はセルジューク軍の新たな大規模侵攻に対応できなくなった。1074年の条約によって、セルジューク朝はビザンツ帝国東部の大部分を支配下に置いた。これによりセルジューク朝のジョージアへの道が開かれた。セルジューク軍は最初にカルス要塞を攻撃した。セルジューク軍の司令官アフマドは、大規模な作戦でカルス要塞からジョージア王国軍を追い出し、要塞都市カリを占領した。
その後、セルジューク軍はギオルギ2世に対して大規模な襲撃を行った。クヴェリ要塞近くにいたギオルギ2世は「予期せぬままトルコ軍の攻撃を受けた」。『カルトリ年代記』によると、セルジューク軍は内通するキリスト教徒の協力のおかげで、ギオルギ2世の陣営まで隠れて接近できたと記している。この攻撃はあまりにも突然だったため、ジョージア軍は抵抗できずに撤退した。王家の財宝はすべてセルジューク軍の手に落ちた。ギオルギ2世はアジャリアの山中に身を隠し、そこからアブハジアに移動した。歴史家たちはこの戦い（クヴェリ要塞の戦い）の日付を1080年としている。アフマドはこの戦果に満足し、ギオルギ2世を追撃しなかった。『カルトリ年代記』の『王の中の王ダヴィトの生涯』によると、アフマドは帰路で、ビザンツ帝国への遠征に向かうセルジュークのアミールたちに出会った。アフマドはジョージアでの勝利とギオルギ2世がジョージア西部に敗走したことを伝えた。年代記作者によると、アフマドはアミールたちに「なぜギリシャに行くのか。見よ、ジョージアの地は、無人であり、これほどの富に満ちている」と助言した。アミールたちはアフマドの考えに賛同し、遠征の方向を変えてジョージアに向かった。『カルトリ年代記』はセルジューク軍について「イナゴのように、王国全土を覆いつくした」という言葉で表現し、「大トルコ主義」の記述を始めている。
セルジュークの侵略者はまずアシスポルニとクラルジェティを海岸まで荒廃させた。その後シャヴシェティ、アジャリア、サムツヘ、カルトリ、アルグヴェティ、サモカラコ、チコンディディも攻撃した。セルジュークの侵略者はクタイシを一日で占領し、焼き払った。またセルジュークは同時に、クラルジェティとアルタヌジの修道院地域（人里から離れた隠遁地）までも荒廃させた。セルジュークの侵攻は数か月にわたって続いた。セルジュークは厳しい冬の訪れとともに撤退したが、疲弊した住民は寒さと飢えで死の淵に立たされた。その後、セルジュークの侵略者は毎年春になるとジョージア東部や南部を攻撃し、冬が来るまでジョージアの国内に留まった。
このような厳しい状況下で、ギオルギ2世は貴族たちを招集し、熟議の末、エスファハーンに赴いてセルジューク朝のスルタン・マリク・シャー1世に謁見することを決断した。これは1083年に実現した。ギオルギ2世はマリク・シャー1世によって「愛する息子のように受け入れられた」。マリク・シャー1世はジョージアを「無規律の侵略者たち」から解放し、カヘティとヘレティを与えた。この地域はセルジューク朝とジョージア王国のいずれの権力も及んでいなかったため、マリク・シャー1世はジョージアにこれらの地域を与え、その併合を支援することで、自らの勢力圏に組み込もうとした。マリク・シャー1世はギオルギ2世に対して、ヘレティとカヘティを併合するための軍を派遣した。マリク・シャー1世はギオルギ2世に巨額の貢納の義務を課し、ジョージア王国は1099年までそれを納め続けた。

## カヘティ＝ヘレティ征服戦争
ギオルギ2世は、マリク・シャー1世によってカヘティとヘレティの併合を認められ、セルジューク軍を伴って帰国した。ギオルギ2世はセルジューク軍とともにヴェジン要塞を包囲した。ヴェジン要塞とバクルツィヘを結ぶ区間には、トビリシ、テラヴィ、カヘティへ向かう道が分岐しており、極めて重要な戦略拠点であった。ヴェジン要塞の包囲は10月に始まり、長期間にわたって包囲を続けた。しかしながら理由は定かではないものの、ギオルギ2世はヴェジン要塞の包囲を解き、ジョージア西部へと移動した。『カルトリ年代記』の『王の中の王ダヴィトの生涯』によると、その理由は雪が降ったことと、アジャメティで狩りをしたいというギオルギ2世の希望であったとされている。しかし実際には、ギオルギ2世はセルジューク軍から距離を置き、カヘティを荒廃させる行為には加担しなかった。ギオルギ2世は王都クタイシに戻る前、セルジューク軍にスジェティとイオリ川沿いの地を「贈り物として」与えた。『カルトリ年代記』によれば、スジェティとイオリ川沿いの地は「その日から今日まで荒廃したまま」となった。
ジョージア王ギオルギ2世にとっても、セルジューク朝にとっても、カヘティとヘレティの問題は未解決のままだった。カヘティ王自身も、この不確実な状況は長くは続かず、遅かれ早かれこの問題が再び浮上することは明確に認識していた。そのためカヘティ王アグラスタン1世は自らマリク・シャー1世に接近し、キリスト教を放棄することで、カヘティとヘレティを自身の支配下に維持することに成功した。これにより、カヘティとヘレティの併合の見込みは数年間延期された。
推定によると、1085年から1089年の間に有力貴族ザガン・アブレティスゼがジョージア王国に対して反乱を起こした。ザガンは自らをカヘティ王の臣下と認め、ザガンが領有していたゼダズニ要塞はカヘティ王の支配下に入った。
1088年4月、セルジューク朝の侵攻と国内の反乱により複雑な状況にあったジョージアで、地震が発生した（トモグヴィ地震）。『王の中の王ダヴィトの生涯』はこの地震について、「恐ろしい地響きが1年間続いた」と述べている。これによりジョージア国内の状況はさらに悪化し、ジョージア国民の生活は一層悲惨なものとなった。

## 1089年
『カルトリ年代記』の『王の中の王ダヴィトの生涯』によれば、1089年にギオルギ2世は息子ダヴィトに「王冠を戴冠させ」、ダヴィトを王とした。ギオルギ2世がダヴィトを王と宣言した際に、何らかの強制があったかどうかは、現在まで不明である。一部の歴史家は、ダヴィトが1120年頃に著した詩篇『悔悟の賛歌』と、ダヴィトがシオ・ムグヴィメリ修道院に宛てた遺言状に記されている「主なる神よ、ダヴィトが若かりし頃と過ちの罪を赦したまえ」という一節に注目し、ダヴィトが父親に対して何らかの罪を犯した（「恐らく彼の王座から退位させた」）という説を述べている。

## ギオルギ2世のビザンツ帝国における称号
ジョージアの王たちの中で、ギオルギ2世は唯一、ビザンツ最高位の称号であるカエサルを授与されていた。当時、カエサルは皇帝（バシレウス＝アウグストゥス）に次ぐ称号で、ビザンツ皇帝は近親者（場合によっては外国の君主）に授与していた。ギオルギ2世はそれ以前にも、ほとんどすべての高位ビザンツ称号を授与されていた。1072年にはギオルギ2世がクウロパラテスの称号を保持していたが、これは11世紀半ば頃と推定されている。これは、1073年までにはギオルギ2世がノベリッシモスあるいはセバストスとも呼ばれ、同年にはダヴィト王子がすでにクウロパラテスと呼ばれていたためである。カエサルの称号の授与は、1070年代から1080年代の境目頃に行われたと考えられる。カエサルは通常の称号ではなく、すでに5世紀末から、カエサルの称号を持つ者は皇帝の正当な継承者の一人と見なされていた。そのため、この称号はほとんど常に皇帝の近親者に与えられていた。カエサルは皇帝に次ぐ第一人者とされ、それにふさわしい権威の象徴（レガリア）も有していた。

## ギオルギ2世の晩年
息子ダヴィトがジョージア王に即位した後、ギオルギ2世は積極的な政治活動から退いた。にもかかわらず、ギオルギ2世は依然として「王の中の王」と「カエサル」の称号を保持していた。1089年以降、ギオルギ2世がジョージアの文献資料に登場したのはわずか一度だけであり、ルイシ＝ウルブニシ教会会議の決議文で言及されている。ギオルギ2世の死は、かつては1089年（ダヴィトの即位と同時期）と見なされていたが、現在は1112年とする説が有力である。これは、歴史家テド・ジョルダニアが引用した『アブハジア王年代記』の記述に基づく。テド・ジョルダニアは、ギオルギ2世はダヴィトの即位後も国の統治に積極的に関与したと考えている。ギオルギの埋葬場所は不明である。